# Imperobator antarcticus
Imperobator antarcticus es la única especie conocida del género extinto Imperobator ("poderoso guerrero"), un dinosaurio terópodo paraviano que vivió a finales del período Cretácico, hace 71 millones de años durante el Maastrichtiense, en lo que es hoy la Antártida. Antes de su descripción científica, fue llamado de manera informal "el dromeosaurio de Naze", a pesar de la carencia de una "garra asesina" del pie, que es una característica común de ese grupo. En 2019, los autores de su descripción sugirieron que Imperobator era un paraviano con un tamaño comparable al de Utahraptor.

## Descubrimiento y denominación
El holotipo, UCMP 276000, fue descubierto en 2003 en el miembro de Cape Lamb (Maastrichtiano inferior) de la formación Snow Hill Island, Antártida. Consiste en un pie izquierdo incompleto que incluye una porción de la tibia, un astrágalo incompleto, un calcáneo parcial, un peroné, un ungual, falanges parciales y metacarpianos. Fue nombrado por Ely & Case (2019). El nombre genérico deriva del latín significando "poderoso guerrero" y el epíteto específico se refiere al continente en el que fue descubierto.

## Descripción
El holotipo mide aproximadamente 45 cm de largo. A partir de esto, se ha obtenido una longitud estimada de 3-4 metros para el animal utilizando medidas de géneros relacionados como Utahraptor. Esto muestra que Imperobatordesarrolló gigantismo, un fenómeno que no se ve mucho entre los paravianos y está mejor documentado en géneros como Utahraptor, Austroraptor, Deinonychus y Dakotaraptor. A pesar de la previa asignación a Dromaeosauridae, Imperobator ha sido asignado desde entonces al clado Paraves debido a ciertas características que difieren con los dromeosáuridos, la falta de la famosa garra en forma de hoz, la superficie lisa del metatarsiano distal II y la falta de un ungual del segundo dígito del pedal.
Al igual que otros paravianos, Imperobator estaba cubierto de plumas y era un carnívoro de tamaño mediano.

## Paleoecología
La Antártida era mucho más cálido y húmedo de lo que es hoy y, como resultado, no tenía hielo. El medio ambiente estaba dominado principalmente por grandes y densos bosques de coníferas, cícadas y gingkos. A pesar del clima más cálido, los animales tenían que soportar largos períodos de oscuridad durante el invierno, al igual que sucede en la Antártida actual.
Imperobator coexistió con los ornitópodos Trinisaura santamartaensis y Morrosaurus antarcticus, el anquilosaurio Antarctopelta oliveroi, un titanosaurio indeterminado y un pterosaurio.